# 岡本充功
岡本 充功（おかもと みつのり、1971年6月18日 - ）は、日本の政治家、医師。立憲民主党所属の衆議院議員（6期）、元厚生労働大臣政務官（菅直人第1次改造内閣・菅直人第2次改造内閣）。

## 来歴
滋賀県八日市市（現：東近江市）に生まれる。静岡県立浜松北高等学校、名古屋大学医学部を卒業した。名古屋大在学中に、名古屋テレビ放送の奨学金を得てアメリカ合衆国のユタ州立ユタ大学へ留学した。帰国後の1996年に大学を卒業して医師国家試験に合格し、愛知県厚生連安城更生病院に勤務する。2000年に名古屋大学大学院医学研究科博士課程へ入学する。
大学院在学中の2003年に、民主党の国会議員候補者公募に合格し、11月の第43回衆議院議員総選挙に民主党公認で愛知9区から立候補し、選挙区で保守新党前職の海部俊樹元首相に敗れたが、重複立候補していた比例東海ブロックで復活して初当選した。海部は選挙後に自由民主党に復党した。
2005年の第44回衆議院議員総選挙で、愛知9区で再び自民党前職の海部に敗れたが、比例復活により再選した。2009年の第45回衆議院議員総選挙で、愛知9区で海部に約8万票差を得て初めて選挙区で当選した。2010年6月から民主党副幹事長を務め、9月に菅直人第1次改造内閣で厚生労働大臣政務官に任命され、菅直人第2次改造内閣まで務める。
2012年の第46回衆議院議員総選挙に、民主党公認（国民新党推薦）で愛知9区から立候補したが、海部俊樹の元秘書で自民党新人の長坂康正に敗れ、比例復活もならず落選した。
2014年12月14日の第47回衆議院議員総選挙で、再び愛知9区で自民党前職の長坂康正に敗れたが、重複立候補していた比例東海ブロックで復活して2年ぶりに国政に復帰した。この選挙で民主党代表の海江田万里が落選。海江田の辞任に伴い2015年1月18日に行われた代表選挙では、岡田克也の推薦人に名を連ねた。
2016年9月15日の民進党代表選挙では前原誠司の推薦人に名を連ねた。
2017年10月22日の第48回衆議院議員総選挙に希望の党公認で立候補し、長坂に敗れるも比例復活により5回目の当選となった。
2018年5月7日に、民進党と希望の党の合流により結党された国民民主党に参加し、5月8日に国民民主党の社会保障調査会長に就任した。
2021年10月31日の第49回衆議院議員総選挙に立憲民主党公認で立候補するも長坂に敗れる。比例東海ブロックで同党は5議席を獲得するが、次点の6位で落選となった。
2024年10月27日の第50回衆議院議員総選挙に立憲民主党公認で再び愛知9区で立候補し、小選挙区で長坂を破り3年ぶりに国政に返り咲いた。

## 政策・主張

### 憲法問題
- 憲法改正について、2017年のアンケートでは「どちらかといえば賛成」と回答[12]。2021年のアンケートでは「どちらとも言えない」と回答[13]。
- 9条改憲について、2017年の中日新聞社のアンケートで「反対」と回答[14]。
- 安全保障関連法の成立について、2017年のアンケートで「どちらかと言えば評価しない」と回答[12]。
- 集団的自衛権の行使を禁じた内閣法制局の憲法解釈の見直しに反対[15]。

### ジェンダー問題
- 選択的夫婦別姓制度の導入について、2014年のアンケートでは「どちらとも言えない」と回答[16]。2017年のアンケートでは「どちらとも言えない」と回答[12]。2021年のアンケートでは「どちらかといえば賛成」と回答[13]。
- 同性婚を可能とする法改正について、2021年のアンケートで「どちらかといえば賛成」と回答[17]。
- 「LGBTなど性的少数者をめぐる理解増進法案を早期に成立させるべきか」との問題提起に対し、「どちらかといえば賛成」と回答[13]。
- クオータ制の導入について、2021年のアンケートで「どちらかといえば反対」と回答[17]。

### その他
- 原子力発電所の再稼働問題について、2017年の中日新聞社のアンケートで「2030年代に原発ゼロにする」と回答[14]。
- 「原子力発電への依存度について今後どうするべきか」との問題提起に対し、2021年のアンケートで「下げるべき」と回答[17]。
- 「他国からの攻撃が予想される場合には敵基地攻撃もためらうべきではない」との問題提起に対し、「どちらかといえば賛成」と回答[13]。
- アベノミクスについて、2017年のアンケートで「どちらとも言えない」と回答[12]。
- 安倍内閣による森友学園問題・加計学園問題への対応について、2017年のアンケートで「評価しない」と回答[12]。
- TPP交渉参加に賛成[15]。
- 企業団体献金を直ちに廃止すべき[15]。

## 所属団体・議員連盟
- 永住外国人の地方参政権を慎重に考える勉強会
- 適切な医療を実現する医師国会議員連盟（副会長）
- 医師国会議員の会

## 政治資金
2020年2月16日に、2015年に続き、翌2016年の政治資金収支報告書にも疑問が浮上したことが報道された。

## 選挙歴
| 当落 | 選挙                   | 執行日         | 年齢 | 選挙区      | 政党       | 得票数     | 得票率 | 定数 | 得票順位 /候補者数 | 政党内比例順位 /政党当選者数 |
| ---- | ---------------------- | -------------- | ---- | ----------- | ---------- | ---------- | ------ | ---- | ------------------ | ---------------------------- |
| 比当 | 第43回衆議院議員総選挙 | 2003年11月09日 | 32   | 愛知県第9区 | 民主党     | 9万2554票  | 39.65% | 1    | 2/4                | 7/9                          |
| 比当 | 第44回衆議院議員総選挙 | 2005年09月11日 | 34   | 愛知県第9区 | 民主党     | 11万809票  | 40.38% | 1    | 2/4                | 7/8                          |
| 当   | 第45回衆議院議員総選挙 | 2009年08月30日 | 38   | 愛知県第9区 | 民主党     | 18万609票  | 62.42% | 1    | 1/3                | /                            |
| 落   | 第46回衆議院議員総選挙 | 2012年12月16日 | 41   | 愛知県第9区 | 民主党     | 6万2033票  | 26.07% | 1    | 2/5                | 9/4                          |
| 比当 | 第47回衆議院議員総選挙 | 2014年12月14日 | 43   | 愛知県第9区 | 民主党     | 8万5967票  | 41.22% | 1    | 2/3                | 3/5                          |
| 比当 | 第48回衆議院議員総選挙 | 2017年10月22日 | 46   | 愛知県第9区 | 希望の党   | 8万9908票  | 40.90% | 1    | 2/3                | 1/5                          |
| 落   | 第49回衆議院議員総選挙 | 2021年10月31日 | 50   | 愛知県第9区 | 立憲民主党 | 10万7722票 | 47.26% | 1    | 2/2                | 6/5                          |
| 当   | 第50回衆議院議員総選挙 | 2024年10月27日 | 53   | 愛知県第9区 | 立憲民主党 | 9万1152票  | 48.03% | 1    | 1/3                | /                            |